# Sunny Jane
Tsotleho „Sunny” Paul Jane (ur. 17 lipca 1991 w Maseru) – lesotyjski piłkarz występujący na pozycji ofensywnego pomocnika lub skrzydłowego.
Sunny Jane pochodzi z Lesotho, ale mając 13 lat wyemigrował do Stanów Zjednoczonych. Zamieszkał i wychował się w Kentucky. Obecnie gra w klubie Richmond Kickers rywalizującym w United Soccer League (trzeci poziom rozgrywkowy w USA). W reprezentacji Lesotho zadebiutował 1 czerwca 2014 w wygranym 2:0 meczu eliminacji Pucharu Narodów Afryki 2015 z Liberią.